# Велики Билач
Велики Билач је насељено место у општини Чаглин, у Славонији, Република Хрватска.

## Историја
До територијалне реорганизације у Хрватској насеље се налазило у саставу бивше велике општине Славонска Пожега.

## Становништво
Насеље је према попису становништва из 2011. године имало 36 становника.
| Националност       | 1991.       |
| Срби               | 36 (61,01%) |
| Хрвати             | 22 (37,28%) |
| Југословени        | 1 (1,69%)   |
| остали и непознато | 0           |
| Укупно             | 59          |